# 八栄村
八栄村（やさかえむら）は、千葉県東葛飾郡にかつて存在した村。現在の船橋市の中西部の地域にあたる。

## 概要
八栄村は、1889年（明治22年）に東夏見・西夏見・高根・南金杉・七熊（現・東町）・米ヶ崎・二和・三咲の8ヶ村が合併して誕生した。村の名称である「八栄」の語源は、合併した「八」の村とめでたい「栄」を組み合わせたものからきている。1937年（昭和12年）、船橋市の設置により消滅した。役場は、金杉村に、駐在所は高根に設けられた。最寄駅は、船橋駅である。

### 本村の年表
- 1868年（慶応4年）　鎌ヶ谷宿から村域の金杉、夏見周辺にかけて市川・船橋戦争の戦場となる。
- 1869年（明治2年）　小金牧開墾によって二和・三咲集落が成立、金蔵寺の檀家となる。
- 1884年（明治17年）　高根小学校開校（現・船橋市立高根小学校）
- 1889年（明治22年）　東夏見・西夏見・高根・南金杉・七熊・米ヶ崎・二和・三咲村の8ヶ村が合併して八栄村が誕生。
- 1900年（明治33年）　八栄第一尋常小学校の校長が校長室を現・高根小学校から現・八栄小学校に移転、村内で問題となる。
- 1905年（明治38年）　日露戦争の勃発により、出兵・村落内で壮行会を行う。
- 1912年（大正元年）　村落内を通過する船橋鉄道(船橋と柏間)の建設話が出るが、未成線に終わる。
- 1937年（昭和12年）　船橋市の新設に伴い八栄村が廃止される。
- 1939年（昭和14年）　内務省が昭和放水路を計画、旧村域で用地買収が行われるが、戦時による資金不足によって中断。
- 1940年（昭和15年）　隣組強化法によって部落会・隣組などが組織。
- 1944年（昭和19年）　夏見台に高射砲が建設されるが、爆撃により破壊される。

### 人口統計
| 年                 | 戸口  | 人口   | 調査名   | 出典                   |
| 1889年（明治22年） |       |        |          |                        |
| 1890年（明治23年） |       |        |          |                        |
| 1891年（明治24年） |       |        |          |                        |
| 1892年（明治25年） | -     | 2895人 |          | 千葉県改正新町村名便覧 |
| 1893年（明治26年） |       |        |          |                        |
| 1894年（明治27年） |       |        |          |                        |
| 1895年（明治28年） |       |        |          |                        |
| 1896年（明治29年） |       |        |          |                        |
| 1897年（明治30年） |       |        |          |                        |
| 1898年（明治31年） |       |        |          |                        |
| 1899年（明治32年） |       |        |          |                        |
| 1900年（明治33年） |       |        |          |                        |
| 1901年（明治34年） |       |        |          |                        |
| 1902年（明治35年） |       |        |          |                        |
| 1903年（明治36年） |       |        |          |                        |
| 1906年（明治37年） |       |        |          |                        |
| 1905年（明治38年） |       |        |          |                        |
| 1906年（明治39年） |       |        |          |                        |
| 1907年（明治40年） |       |        |          |                        |
| 1908年（明治41年） |       |        |          |                        |
| 1909年（明治42年） |       |        |          |                        |
| 1910年（明治43年） |       |        |          |                        |
| 1911年（明治44年） |       |        |          |                        |
| 1912年（明治45年） |       |        |          |                        |
| 1913年（大正2年）  |       |        |          |                        |
| 1914年（大正3年）  |       |        |          |                        |
| 1915年（大正4年）  |       |        |          |                        |
| 1916年（大正5年）  |       |        |          |                        |
| 1917年（大正6年）  |       |        |          |                        |
| 1918年（大正7年）  |       |        |          |                        |
| 1919年（大正8年）  |       |        |          |                        |
| 1920年（大正9年）  | -     | 4181人 | 国勢調査 |                        |
| 1921年（大正10年） |       |        |          |                        |
| 1922年（大正11年） |       |        |          |                        |
| 1923年（大正12年） | 584戸 | 4294人 | 国勢調査 | 八栄村誌               |
| 1924年（大正13年） |       |        |          |                        |
| 1925年（大正14年） |       |        |          |                        |
| 1926年（大正15年） |       |        |          |                        |
| 1927年（昭和2年）  |       |        |          |                        |
| 1928年（昭和3年）  |       |        |          |                        |
| 1929年（昭和4年）  |       |        |          |                        |
| 1930年（昭和5年）  | -     | 4498人 | 国勢調査 |                        |
| 1931年（昭和6年）  |       |        |          |                        |
| 1932年（昭和7年）  |       |        |          |                        |
| 1933年（昭和8年）  |       |        |          |                        |
| 1934年（昭和9年）  |       |        |          |                        |
| 1935年（昭和10年   |       |        |          |                        |
| 1936年（昭和11年） | -     | 4634人 | 国勢調査 |                        |

## 土地

### 土地利用
| 年              | 田 | 畑 | 宅地 | 山林 | 原野 | 雑種地 | 塩田 | 合計 | 調査名 | 出典 |
| 1930年（昭和5年 | 田 | 畑 | 宅地 | 山林 | 原野 | 雑種地 | 塩田 | 合計 | 調査名 | 出典 |

## 地域

### 地理
河川
- 現在では、行政側の管理上の都合から小河川にも名称がつけられているが、元はそのような呼称はなく、そのまま海老川と総称されたり、本流以外の小河川は、小川（おがわ）と呼ばれる場合が多かった。

### 地域(合併村)の概説
本村の地域属性としては、南部と北部の大きく2つに分けられる。南部にある夏見・高根・金杉・七熊、米ヶ崎などの集落は古くは夏見御厨に属していた古村であり、意富比神社に対する信仰も厚く、海老川流域における地理形状などから見ても船橋町に近い。一方、北部の二和や三咲などの集落がある地域は、古くから馬牧として活用されていたため、もともとの集落は存在せず、明治期の開墾によって成立した新興村である。そのため、同じように近世に開墾によって成立した初富や習志野などの地域に近い。
- 夏見村
- 高根村
- 南金杉村[1]
- 七熊村
- 米ヶ崎村
- 二和村
- 三咲村

## 人物

### 歴代村長
- 初代　小川萬次郎　明治22年-24
- 第2代　湯浅市太郎　明治24-27（金杉,惣右衛門家・ハナ）
- 第3代　石井良三郎　明治28-36（金杉,源左衛門家・カド）
- 第4代　米井實　明治36-39（金杉,庄左衛門家）
- 第5代　藤城啓　明治41-45　（高根）
- 第6代　湯浅丑松　明治45-（金杉,惣右衛門家・ハナ）
- 第？代　鈴木敬　？〜昭和10年（金杉,紋右衛門家）
- 第？代　斎藤春次　？〜昭和12年

### 村議会議員
- 斎藤春次
- 竹之内彦五郎
- 仲村源次郎
- 西村宏一
- 湯浅太郎佐衛門

### 著名な出身者
- 金湊（元大相撲力士）
- 中村和一（旧帝国陸軍軍人）
- 奥山道郎（旧帝国陸軍大尉、義烈空挺隊隊長、三重県生まれ。千葉中学校卒業）

## 村内の主な組織
- 八栄村消防組
- 八栄村青年団
- 八栄村女子青年団
- 八栄村在郷軍人分会
- 八栄村農会
- 赤十字社八栄村分区
- 愛国婦人会八栄村分会
- 軍人後援会八栄村分会

## 交通

### 鉄道
中心となる駅
- 中心となる駅は、船橋町にある省線船橋駅である。

一般鉄道
- 船橋鉄道：計画のみで未完

軍用鉄道－1945年廃線
- 鉄道第2連隊練習路線（千葉 - 津田沼 - 習志野原・松戸）

補足
二和村の住民が物資輸送のため、鉄道連隊の協力を得た事があった。

### 道路
- 主な道
  - 小室道（こむろみち）
  - 役場道（やくばみち）
  - 法典道（ほうでんみち）

補足
街道交通の主は、馬か徒歩、人力車、自転車（自動自転車も含む）が主で、物資輸送の場合は、荷馬車や牛車、大八車が使用された。

### 海路
特に産業は無いが、舟にて川を用いることもある。

## 町（村）内の主な施設・機関

### 村の施設
- 八栄村役場（金杉）

### 県の施設
- なし

### 国の施設
- 陸軍無線送信所跡（二和）

### 治安施設
- 船橋警察署
  - 八栄村巡査駐在所（高根）

### 教育施設
- 八栄第一尋常小学校第一文教所（高根・金杉）1900年開校
- 八栄第一尋常小学校第二文教所（夏見・米ヶ崎）
- 八栄第二尋常小学校（三咲・二和）

### 宗教施設
- 神社
  - 意富比神社（米ヶ崎）
  - 意富比神社（七熊）
  - 日枝神社（夏見）
  - 倉稲魂命（夏見）
  - 秋葉神社（高根）
  - 神明社（高根）
  - 豊受神社（金杉）
  - 八坂神社（金杉）
  - 白旗神社（金杉）
  - 三咲稲荷神社（三咲）
  - 星影神社（二和）
- 寺院
  - 無量寺（米ヶ崎）
  - 不動院（七熊）
  - 長福寺（夏見）
  - 高根寺（高根）
  - 観行院（高根）
  - 御滝不動尊金蔵寺（金杉）

## 観光

### 旧跡
- 滝の不動三咲桜
- 船橋六郷
- 夏見城址
- 米ケ崎城址
- 高根城址
- 金杉城址

### 旧八栄村内にある文化財
市の指定文化財
- 木造聖観世音菩薩立像（有彫）（夏見）
- 成瀬家文書（有古文書）（金杉）
- 南蛮胴鎧（金杉）
- 八十八ヶ箇所札所大絵馬（有民）（高根町）
- 高根町神明社の神楽HP（無民）（高根町）

## 産業
本村の多くは山林と農地のため、商工を本業とするものは少なく、一般に農業に従事している。
| 種別           | 戸数  | 出典     | 調査年  |
| -------------- | ----- | -------- | ------- |
| 農業本業       | 298戸 | 八栄村誌 | 大正7年 |
| 農業兼業       | 252戸 | 八栄村誌 | 大正7年 |
| 本業商業       | 13戸  | 八栄村誌 | 大正7年 |
| 兼業商業       | 31戸  | 八栄村誌 | 大正7年 |
| 工業本業       | 4戸   | 八栄村誌 | 大正7年 |
| 工業兼業       | 240戸 | 八栄村誌 | 大正7年 |
| 公務・自由本業 | 15戸  | 八栄村誌 | 大正7年 |
| 公務・兼業     | 18戸  | 八栄村誌 | 大正7年 |

## 産物
| 種別   | 産物名   | 出典     | 調査年  |
| ------ | -------- | -------- | ------- |
| 農産物 | 米       | 八栄村誌 | 大正7年 |
| 農産物 | 麦       | 八栄村誌 | 大正7年 |
| 農産物 | 落花生   | 八栄村誌 | 大正7年 |
| 農産物 | 甘藷     | 八栄村誌 | 大正7年 |
| 農産物 | 甘藷苗   | 八栄村誌 | 大正7年 |
| 農産物 | 青芋     | 八栄村誌 | 大正7年 |
| 農産物 | 蘿蔔     | 八栄村誌 | 大正7年 |
| その他 | 薪       | 八栄村誌 | 大正7年 |
| その他 | 鶏肉     | 八栄村誌 | 大正7年 |
| その他 | 鶏卵     | 八栄村誌 | 大正7年 |
| その他 | 切干大根 | 八栄村誌 | 大正7年 |

## 八栄村を舞台にした作品

### 歌
- お滝参り（野崎参りの替歌）

### 絵画
- 下総国金椙御滝山不動堂之図

### 民話
- 夏見城の怪（夏見）
- 夏見城の抜け穴（夏見）
- 弁蔵どんの白狐（夏見）
- 雪解塚の白蛇 （夏見）
- 日本武尊にまつわる地名（夏見）
- 鷹匠橋のいわれ（夏見）
- 高根道の贈り物（高根）
- 竹釘で封じられた滝（高根）
- 尻尾を切られた滝（高根）
- 高根の唐沢松 （高根）
- 南金杉と高根の争い（高根）
- 能勝様と御滝不動（金杉）
- 南金杉と高根の争い （金杉）
- 神様の喧嘩（金杉）
- 平将門の将、采女時貞の大蛇退治（金杉）
- 三咲の大蛇（三咲）
- 東京新田の開拓話（三咲）